# Kalat Bani Abbas
Kalat Bani Abbas (en àrab قلعة بني عباس, Qalʿat Banī ʿAbbās)és una vila d'Algèria a les muntanyes Biban a 35 km al nord-oest de Bordj Bou Arreridj, a la província de Bordj Bou Arreridj, a uns 1050 metres d'altura sobre el nivell del mar.
Fou fundada a la segona meitat del segle XV pel marabut sidi Abd-ar-Rahman que va fundar una zàuiya. El marabut fou escollit cap per la tribu Banu Abbas quan es van revoltar contra els Zwawa (dels que eren tributaris), i en endavant el lloc fou centre de la tribu; el fill del marabut, Ahmad, va construir una qasba i es va proclamar sultà i va estendre la seva autoritat entre el Hodna i la mar. El regne fou conegut més tard com regne de Labes o Labès. El seu successor Abd-al-Aziz fou encara més poderós i va gaudir del suport dels otomans al costat dels quals va lluitar contra el regne de Kuko i els va secundar en les expedicions al Marroc i contra Tuggurt i Ouargla. L'aliança amb els turcs es va trencar el 1552 i va comportar guerres amb els otomans que van durar la resta del segle, durant els quals Kalat Bani Abbas fou assetjada diverses vegades però mai conquerida. Abd-al-Aziz va morir defensant la seva capital i el va succeir el seu fill Amokkran, que també va defensar el seu domini fins al Sàhara, va rebutjar diversos atacs turcs i va morir en lluita contra aquestos el 1600. El va succeir el seu fill Sidi Nasir, que fou un home de religió més que de combat, i va malcontentar als Banu Abbas que el van assassinar. El regne va desaparèixer amb la seva mort per retornar a l'organització tribal. La ciutat va començar a decaure i la decadència era notable al segle xviii però els Banu Abbad es mantenien independents aprofitant la situació inexpugnable de la fortalesa. Els enemics dels otomans s'hi refugiaven. Els notables de tot Algèria en temps de guerra confiaven les seves joies als ciutadans de Kalat Bani Abbas, i la fidelitat d'aquestos en la conservació i retorn dels objectes era proverbial.
Al segle xix durant la conquesta francesa, la ciutat va romandre neutral. Quan van arribar els francesos el 1857 la ciutat estava dividida en quatre barris enfrontats entre ells (l'enfrontament ha persistit i un dels barris està actualment en ruïnes). La tomba de sidi Àhmad, el primer sultà i ancestre dels Ulad Mukkran, era objecte de veneració. Mohammed al-Mokrani, cap de la rebel·lió cabilenca del 1871, està enterrat a la ciutat.
Fou famosa per la fabricació de barnussos. Molts dels seus habitants van emigrar a França entre 1950 i 1970.